# Milan Skokan
Milan Skokan (ur. 13 stycznia 1942 w Popradzie, zm. 2 października 2019) – słowacki hokeista, trener hokejowy.

## Kariera zawodnicza
- PS Poprad (1957–1970)
- Ruda Hvezda Praha (1961–1962)
- VCHZ Pardubice (1962–1963)

Jako zawodnik uprawiał hokej na lodzie przez 18 lat, ukończył studia wychowania fizycznego w Bratysławie. Przez wiele lat był zawodnikiem macierzystego klubu z Popradu. Ponadto, podczas odbywania służby wojskowej reprezentował barwy klubów z Pragi i Pardubic. 

## Kariera trenerska
- Tatran Poprad (drużyny młodzieżowe)
- Stal Sanok (1979–1981)
- Tatran Poprad (drużyna seniorska 1982–1984)
- MEZ Michalovce (1984–1985)[4]
- ZŤS Martin (cztery sezony)
- TJ ŠKP PS Poprad (drużyna seniorska 1990–1991)
- ZPA Prešov (jeden sezon)
- MHk 32 Liptovský Mikuláš (1992–1993, 1995–1996)
- VTJ Michalovce (1996)[5]
- HK Spišská Nová Ves (1996–1999)
- Podhale Nowy Targ (1999–2000)
- SKH Sanok (2000)
- MHC Martin (2000–2002)
- HK Poprad (2002–2003), asystent trenera
- HK Poprad (2003–2004), główny trener → asystent trenera
- SMS Sosnowiec (2005–2007)
- Reprezentacja Polski do lat 18 (2005–2006)
- Zagłębie Sosnowiec (2009–2010)
- HK Poprad – kobiety (2013–)
- Reprezentacja Słowacji kobiet (2013–2014)

Karierę szkoleniową rozpoczął w 1972 zostając trenerem młodzieży w macierzystym popradzkim klubie. Prowadził także seniorski zespół Popradu w latach 1982–1984 (wraz z nim Július Šupler), 1990–1991 (wraz z nim Miroslav Holíček) oraz 2002–2004.
Trenował drużyny słowackie, zarówno w latach istnienia Czechosłowacji, jak i po odzyskaniu przez Słowację niepodległości. Pracował także w polskich klubach. Od czerwca 1979 do czerwca 1981 był trenerem qqStali Sanok w II lidze polskiej (do Sanoka został skierowany przez Pragosport, instytucję zajmującą się angażem trenerów poza granice Czechosłowacji). W sezonie 1990/1991 prowadząc macierzysty klub  Popradu zdobył mistrzostwo SNHL (Slovenská Národná Hokejová Liga), będącej drugim poziomem rozgrywek w Czechosłowacji. Pracował w Nowym Targu (od maja 1999 do 2000), ponownie w klubie z Sanoka (krótkotrwale od listopada 2000 w sezonie 2000/2001), w SMS Sosnowiec, jednocześnie prowadząc reprezentację Polski do lat 18 na turniejach mistrzostw świata juniorów do lat 18 w 2005 i 2006 (Dywizja I), w Zagłębiu Sosnowiec (od 2009 do 2010). 
Był trenerem żeńskiego zespołu HK Poprad i zdobył wraz z nim kilka tytułów mistrzyń Słowacji. Pełniąc to stanowisko w czerwcu 2013 został trenerem żeńskiej reprezentacji Słowacji. Prowadził kadrę na turnieju mistrzostw świata w 2014 (kadra zajęła ostatnie miejsce i została zdegradowana).
W 2018 został wybrany członkiem klubu legendarnych osobistości hokeja w Popradzie.

## Sukcesy
Szkoleniowe
- Złoty medal SNHL: 1991 z TJ ŠKP PS Poprad
- Srebrny medal mistrzostw Polski: 2000 z Podhalem Nowy Targ